# Nay Pyi Taw (North)
Nay Pyi Taw (North) är ett distrikt i Myanmar. Det ligger i den centrala delen av landet, 30 km norr om huvudstaden Naypyidaw.